# Pristomerus cunctator
Pristomerus cunctator är en stekelart som beskrevs av Tosquinet 1896. Pristomerus cunctator ingår i släktet Pristomerus och familjen brokparasitsteklar. Inga underarter finns listade i Catalogue of Life.